# Serie A 2018/19
De Serie A 2018/19 was het 117de voetbalkampioenschap in Italië en het 87e seizoen van de Serie A, de hoogste voetbaldivisie in Italië. Het seizoen ging van start op 19 augustus 2018 en eindigde op 26 mei 2019. Juventus werd in de 33e speelronde en voor de achtste keer op rij landskampioen.
Deelnemers waren zeventien clubs van het vorige seizoen en de gepromoveerde teams uit de Serie B van het seizoen 2017/18. Dit waren kampioen Empoli FC, runner-up Parma Calcio 1913 en play-offwinnaar Frosinone Calcio. Empoli was een jaar afwezig geweest uit de Serie A. Parma keerde na drie jaar terug op het hoogste niveau. De club heeft de laatste jaren een opmars gemaakt, nadat ze wegens een faillissement terug waren gezet naar de Serie D. Zij namen de plaatsen in van de gedegradeerde clubs Benevento, Hellas Verona en FC Crotone.

## Teams
| Logo | Club              | Stad      | Stadion                    | Capaciteit | Seizoen 2017/18 | Trainer              |
| ---- | ----------------- | --------- | -------------------------- | ---------- | --------------- | -------------------- |
|      | Atalanta Bergamo  | Bergamo   | Atleti Azzurri d'Italia    | 26.542     | 7e in Serie A   | Gian Piero Gasperini |
|      | Bologna FC 1909   | Bologna   | Stadio Renato Dall'Ara     | 38.279     | 15e in Serie A  | Siniša Mihajlović    |
|      | Cagliari Calcio   | Cagliari  | Stadio Sant'Elia           | 16.233     | 16e in Serie A  | Rolando Maran        |
|      | Chievo Verona     | Verona    | Marc'Antonio Bentegodi     | 38.402     | 13e in Serie A  | Domenico Di Carlo    |
|      | Empoli FC         | Empoli    | Stadio Carlo Castellani    | 16.800     | 1e in Serie B   | Aurelio Andreazzoli  |
|      | Fiorentina        | Florence  | Stadio Artemio Franchi     | 47.282     | 8e in Serie A   | Vincenzo Montella    |
|      | Frosinone Calcio  | Frosinone | Stadio Benito Stirpe       | 16.125     | 3e in Serie B   | Marco Baroni         |
|      | Genoa CFC         | Genua     | Stadio Luigi Ferraris      | 36.685     | 12e in Serie A  | Cesare Prandelli     |
|      | Internazionale    | Milaan    | Stadio Giuseppe Meazza     | 80.018     | 4e in Serie A   | Luciano Spalletti    |
|      | Juventus          | Turijn    | Juventus Stadium           | 41.507     | 1e in Serie A   | Massimiliano Allegri |
|      | Lazio             | Rome      | Stadio Olimpico            | 72.698     | 5e in Serie A   | Simone Inzaghi       |
|      | AC Milan          | Milaan    | San Siro                   | 80.018     | 6e in Serie A   | Gennaro Gattuso      |
|      | SSC Napoli        | Napels    | Stadio San Paolo           | 60.240     | 2e in Serie A   | Carlo Ancelotti      |
|      | Parma Calcio 1913 | Parma     | Stadio Ennio Tardini       | 27.906     | 2e in Serie B   | Roberto D'Aversa     |
|      | AS Roma           | Rome      | Stadio Olimpico            | 72.698     | 3e in Serie A   | Claudio Ranieri      |
|      | UC Sampdoria      | Genua     | Stadio Luigi Ferraris      | 36.685     | 10e in Serie A  | Marco Giampaolo      |
|      | US Sassuolo       | Sassuolo  | Stadio Città del Tricolore | 23.717     | 11e in Serie A  | Roberto de Zerbi     |
|      | SPAL              | Ferrara   | Stadio Paolo Mazza         | 12.348     | 17e in Serie A  | Leonardo Semplici    |
|      | Torino FC         | Turijn    | Stadio Grande Torino       | 27.994     | 9e in Serie A   | Walter Mazzarri      |
|      | Udinese           | Udine     | Stadio Friuli              | 25.144     | 13e in Serie A  | Igor Tudor           |

## Eindstand
| Pos | Club              | Gs | W  | G  | V  | Pnt | Dv | Dt | Ds  |
| --- | ----------------- | -- | -- | -- | -- | --- | -- | -- | --- |
| 1.  | Juventus          | 38 | 28 | 6  | 4  | 90  | 70 | 30 | +40 |
| 2.  | SSC Napoli        | 38 | 24 | 7  | 7  | 79  | 74 | 36 | +38 |
| 3.  | Atalanta Bergamo  | 38 | 20 | 9  | 9  | 69  | 77 | 46 | +31 |
| 4.  | Internazionale    | 38 | 20 | 9  | 9  | 69  | 57 | 33 | +24 |
| 5.  | AC Milan          | 38 | 19 | 11 | 8  | 68  | 55 | 36 | +19 |
| 6.  | AS Roma           | 38 | 18 | 12 | 8  | 66  | 66 | 48 | +18 |
| 7.  | Torino FC         | 38 | 16 | 15 | 7  | 63  | 52 | 37 | +15 |
| 8.  | SS Lazio          | 38 | 17 | 8  | 13 | 59  | 56 | 46 | +10 |
| 9.  | UC Sampdoria      | 38 | 15 | 8  | 15 | 53  | 60 | 51 | +9  |
| 10. | Bologna FC 1909   | 38 | 11 | 11 | 16 | 44  | 48 | 56 | −8  |
| 11. | US Sassuolo       | 38 | 9  | 16 | 13 | 43  | 53 | 60 | −7  |
| 12. | Udinese           | 38 | 11 | 10 | 17 | 43  | 39 | 53 | −14 |
| 13. | SPAL              | 38 | 11 | 9  | 18 | 42  | 44 | 56 | −12 |
| 14. | Parma Calcio 1913 | 38 | 10 | 11 | 17 | 41  | 41 | 61 | −20 |
| 15. | Cagliari Calcio   | 38 | 10 | 11 | 17 | 41  | 36 | 54 | −18 |
| 16. | Fiorentina        | 38 | 8  | 17 | 13 | 41  | 47 | 45 | +2  |
| 17. | Genoa CFC         | 38 | 8  | 14 | 16 | 38  | 39 | 57 | −18 |
| 18. | Empoli FC         | 38 | 10 | 8  | 20 | 38  | 51 | 70 | −19 |
| 19. | Frosinone Calcio  | 38 | 5  | 10 | 23 | 25  | 29 | 69 | −40 |
| 20. | Chievo Verona 1   | 38 | 2  | 14 | 22 | 17  | 25 | 75 | −50 |

1 Chievo Verona kreeg 3 punten in mindering wegens het frauderen met de boekhouding.

### Legenda
| Kleur | Kwalificatie voor                               |
| ----- | ----------------------------------------------- |
|       | Champions League, Groepsfase                    |
|       | Winnaar Coppa Italia, Europa League, Groepsfase |
|       | Europa League, Groepsfase                       |
|       | Europa League, Tweede voorronde                 |
|       | Degradatie naar de Serie B                      |

## Statistieken

### Topscorers
| Rang | Naam               | Club             | Goals |
| ---- | ------------------ | ---------------- | ----- |
| 1.   | Fabio Quagliarella | UC Sampdoria     | 26    |
| 2.   | Duván Zapata       | Atalanta Bergamo | 23    |
| 3.   | Krzysztof Piątek   | AC Milan         | 22    |
| 4.   | Cristiano Ronaldo  | Juventus         | 21    |
| 5.   | Arkadiusz Milik    | SSC Napoli       | 17    |
| 6.   | Francesco Caputo   | Empoli FC        | 16    |
| 6.   | Dries Mertens      | SSC Napoli       | 16    |
| 6.   | Leonardo Pavoletti | Cagliari Calcio  | 16    |
| 6.   | Andrea Petagna     | SPAL             | 16    |
| 10.  | Andrea Belotti     | Torino FC        | 15    |
| 10.  | Ciro Immobile      | SS Lazio         | 15    |

### Assists
| Rang | Naam                | Club             | Assists |
| ---- | ------------------- | ---------------- | ------- |
| 1.   | Alejandro Gómez     | Atalanta Bergamo | 12      |
| 2.   | José María Callejón | SSC Napoli       | 11      |
| 2.   | Dries Mertens       | SSC Napoli       | 11      |
| 4.   | Suso                | AC Milan         | 10      |
| 5.   | Rodrigo De Paul     | Udinese          | 9       |
| 6.   | Manuel Lazzari      | SPAL             | 8       |
| 6.   | Fabio Quagliarella  | UC Sampdoria     | 8       |
| 6.   | Cristiano Ronaldo   | Juventus         | 8       |
| 9.   | Josip Iličić        | Atalanta Bergamo | 7       |
| 9.   | Pol Lirola          | US Sassuolo      | 7       |
| 9.   | Rodrigo Palacio     | Bologna FC 1909  | 7       |
| 9.   | Cengiz Ünder        | AS Roma          | 7       |
| 9.   | Duván Zapata        | Atalanta Bergamo | 7       |

Atalanta · 
Bologna · 
Cagliari · 
Como · 
Empoli · 
Fiorentina · 
Genoa · 
Hellas Verona · 
Internazionale · 
Juventus · 
Lazio · 
Lecce · 
Milan · 
Monza · 
Napoli · 
Parma · 
Roma · 
Torino · 
Udinese · 
Venezia
Nationale competities:
Albanië · Andorra · Armenië · België · Bosnië en Herzegovina · Bulgarije · Cyprus · Denemarken · Duitsland · Engeland · Estland ('18 '19) · Faeröer ('18 '19) · Finland ('18 '19) · Frankrijk · Gibraltar · Griekenland · Hongarije · IJsland ('18 '19) · Ierland ('18 '19) · Israël · Italië · Kazachstan ('18 '19) · Kroatië · Letland ('18 '19) · Litouwen ('18 '19) · Luxemburg · Macedonië · Malta · Moldavië ('18 '19) · Montenegro · Nederland · Noord-Ierland · Noorwegen ('18 '19) · Oekraïne · Oostenrijk · Polen · Portugal · Roemenië · Rusland · San Marino · Schotland · Servië · Slovenië · Slowakije · Spanje · Tsjechië · Turkije · Wales · Zweden ('18 '19) · Zwitserland
Europese competities: Super Cup 2018 · Champions League · Europa League
Scudetto:
1898 ·
1899 ·
1900 ·
1901 ·
1902 ·
1903 ·
1904 ·
1905 ·
1906 ·
1907 ·
1908 ·
1909 ·
1909/10 ·
1910/11 ·
1911/12 ·
1912/13 ·
1913/14 ·
1914/15 ·
1915/16 · 1916/17 · 1917/18 · 1918/19 · 
1919/20 ·
1920/21 ·
1921/22 ·
1922/23 ·
1923/24 ·
1924/25 ·
1925/26 ·
1926/27 ·
1927/28 ·
1928/29

Serie A:
1929/30 ·
1930/31 ·
1931/32 ·
1932/33 ·
1933/34 ·
1934/35 ·
1935/36 ·
1936/37 ·
1937/38 ·
1938/39 ·
1939/40 ·
1940/41 ·
1941/42 ·
1942/43 ·
1944/45 ·
1945/46 ·
1946/47 ·
1947/48 ·
1948/49 ·
1949/50 ·
1950/51 ·
1951/52 ·
1952/53 ·
1953/54 ·
1954/55 ·
1955/56 ·
1956/57 ·
1957/58 ·
1958/59 ·
1959/60 ·
1960/61 ·
1961/62 ·
1962/63 ·
1963/64 ·
1964/65 ·
1965/66 ·
1966/67 ·
1967/68 ·
1968/69 ·
1969/70 ·
1970/71 ·
1971/72 ·
1972/73 ·
1973/74 ·
1974/75 ·
1975/76 ·
1976/77 ·
1977/78 ·
1978/79 ·
1979/80 ·
1980/81 ·
1981/82 ·
1982/83 ·
1983/84 ·
1984/85 ·
1985/86 ·
1986/87 ·
1987/88 ·
1988/89 ·
1989/90 ·
1990/91 ·
1991/92 ·
1992/93 ·
1993/94 ·
1994/95 ·
1995/96 ·
1996/97 ·
1997/98 ·
1998/99 ·
1999/00 ·
2000/01 ·
2001/02 ·
2002/03 ·
2003/04 ·
2004/05 ·
2005/06 ·
2006/07 ·
2007/08 ·
2008/09 ·
2009/10 ·
2010/11 ·
2011/12 ·
2012/13 ·
2013/14 ·
2014/15 ·
2015/16 ·
2016/17 .
2017/18 ·
2018/19 ·
2019/20 ·
2020/21 ·
2021/22 ·
2022/23 ·
2023/24 .
2024/25